# Спомен костурница у Прибоју
Спомен костурница у Прибоју је у Златиборском округу, налази се црква и спомен костурница. Уврштена је у листу заштићених споменика културе Републике Србије (ИД бр. СК 2104).

## Историја
У старом Прибоју на Лиму постоји црква посвећена Св. кнезу Лазару, подигнута између 1932. и освећена 1940. године. У крипти цркве је спомен костурница, испод олтарског простора, похрањене су кости преко сто ратника прибојског краја изгинулих у балканским ратовима и у Првом светском рату у борбама на Црном врху изнад Прибоја.